# 杨梅河 (北流河)
杨梅河，位于中国广东省信宜市和广西壮族自治区容县境内，是北流河右岸支流，上游称金垌河，发源于广东信宜市金垌镇过天坡，向北流，过平地村的磢面（原属径口镇）进入广西容县境内，西北流经容县杨村镇、杨梅镇和石寨镇，于石寨镇大兆村的三角咀汇入北流河。河长86千米，流域面积1093平方千米。年均径流量10.92亿立方米。